# (11710) Nataliehale
(11710) Nataliehale (1998 HS34) – planetoida z pasa głównego asteroid okrążająca Słońce w ciągu 3,81 lat w średniej odległości 2,44 j.a. Odkryta 20 kwietnia 1998 roku.